# Ghomara
El ghomara o taghmart (amazic: ⵜⴰⵖⵎⴰⵕⵜ, taɣmart) és una llengua amaziga septentrional parlada al Marroc. És la llengua materna dels amazics gomeres, que són al voltant de 10.000 individus. El ghomara és parlat al límit occidental del Rif, entre les tribus Beni Bu Zra i Beni Mansur de la confederació dels gomeres. Malgrat formar part de la llista de llengües amenaçades, encara és transmesa de pares a fills en aquestes àrees. El gomara és relativament semblant al sanhaji de Srayr parlat al voltant de Ketama. Tanmateix és difícil d'entendre pels parlants del rifeny.

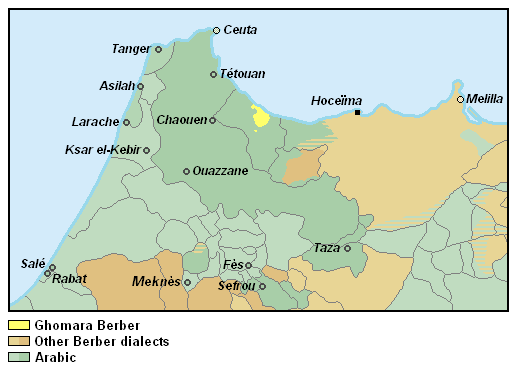
Localització del ghomara

Algunes característiques típiques que distingeixen el ghomara del rifeny són l'ús de la preposició dar en lloc del rifeny ghar, la terminació femenina plural -an en lloc de -in, i l'absència de aspiració en la posició inicial de paraula.

## Fonologia

### Vocals
Com l'àrab, el ghomara i els altres dialectes amazics tenen tres vocals: a, i, u.

## Gramàtica

### Noms
Pels substantius en ghomara, hi ha algunes tendències comunes. El prefix a-, i-, o u- identifiquen habitualment els substantius masculins singulars (ex., arg'az “man”). Pels substantius femenins singulars, hi ha un prefix i un sufix com ta-…-t (ex., tarbat “noia”). Aquesta és la forma més comuna d'identificar els substantius singulars femenins. El substantiu plural masculí es caracteritza per i-…-en o i-…-an (ex., irg'azen “home”). Per als substantius femenins plurals, ti-…-an (i.e., tirbatan “noies”) és el circumfix més comú.

### Pronoms
El ghomara usa pronoms personals singulars i plurals. El pronom personal singular de primera persona nekkin és equivalent a "I" en anglès. La segona persona singular masculina kedžin i femenina kemmin és equivalent a "tu". De manera similar el pronom ghomara tercera persona masculina singular netta i femenina nettaθa és equivalent a l'anglè him o her.
El pronom de primera persona plural nuçna és equivalent a l'anglès "we" o "us" i al segona persona plural kunna equival a "tots vosaltres". Finalment, niçma és el pronom tercera persona plural equivalent a "they" en anglès, i no distingeix gènere.

### Verbs
Els verbs ghomara contenen certs afixos que caracteritzen singularitat, pluralitat i punt de vista (PdV). El següent és un exemple de conjugacions verbals d'escriure o ara en ghomara:
| Singular: - Primer PdV: ara-x - Segon POV: t-ara-t - Tercer Masculí POV: y-ara - Tercer Femení POV: t-ara | Plural: - Primer POV: n-ara - Segon POV: t-ara-m - Tercer POV: ara-n* |  |

### Adjectius
Els adjectius tenen el sufix -ø, que caracteritza els substantius masculins singular o -θ, que caracteritza femení singular i tots els noms plurals. Per exemple:
- Masculí singular: tayfur mellulø “la taula blanca”
- Femení singular: tamγart mezziθ “la dona petita”
- Masculí plural: irgazen muqqreθ “(les) homes grans”
- Femení plural: timettutan muqqreθ “(la) dones grans”

## Vocabulari
Un exemple de vocabulari ghomara:
- targat: “somni”
- ahlan: “hola, benvinguda”
- hemmam: “bany”
- tamuda: “porc"
- lmakla: “menjar”
- tanebdut: “estiu”
- kama: “llit” (manllevat del castellà)

## Nombres
El ghomara usa un sistema numèric similar al de moltes altres llengües. Els nombres cardinals yan (“un”) i yat (“una”) són els únics numerals amazics en ghomara, mentre que tots altres cardinals són manllevats de l'àrab marroquí (zuž (“dos”), tlata (“tres”), εišrin  (“vint”), tlatin (“trenta”), etc).